# Farnaz Esmaeilzadeh
Farnaz Esmaeilzadeh (ur. 1988 w Teheranie) – irańska wspinaczka sportowa. Specjalizowała się w boulderingu oraz we wspinaczce na czas. Mistrzyni Azji z 2013 we wspinaczce na czas.

## Kariera sportowa
W 2013 w Teheranie na mistrzostwach Azji zdobyła złoty medal w konkurencji; wspinaczka na czas, a w 2014 została wicemistrzynią Azji. 
Dwukrotna brązowa medalistka mistrzostw Azji w konkurencji zespołowej w sztafecie na czas z 2016 oraz z 2017.

## Osiągnięcia

### Mistrzostwa świata
| Konkurencje  | 2011  | 2014 | 2016 |
| Wsp. na czas | 30-31 | 18   | 22   |

### Mistrzostwa Azji
| Konkurencje      | 2010 | 2012 | 2013 | 2014 | 2015 | 2016 | 2017 |
| Bouldering       | —    | 15   | 11   | 21   | —    | —    | —    |
| Prowadzenie      | —    | 18   | 14   | —    | —    | —    | —    |
| Wsp. na czas     | 14   | 6    | 1    | 2    | 4    | 9    | 11   |
| Sztafeta na czas | —    | —    | —    | —    | —    | 3    | 3    |